# Kozelník
 Kozelník  (in tedesco: Ziegenbach; in ungherese: Zólyomkecskés)  è un comune della Slovacchia facente parte del distretto di Banská Štiavnica, nella regione di Banská Bystrica.

## Storia
Il villaggio è citato per la prima volta nel 1424 come centro minerario dell'estrazione del ferro appartenente a Dobrá Niva. Dal 1582 al 1668 fu devastato dai Turchi. Dal XVII secolo appartenne alla Camera Mineraria di Banská Bystrica che vi installò numerose fucine.